# Gooik-Geraardsbergen-Gooik
Gooik-Geraardsbergen-Gooik est une course cycliste féminine belge. Créée en 2011, la course fait partie depuis sa création du calendrier de l'Union cycliste internationale en catégorie 1.2 jusqu'en 2013 et en 1.1 depuis 2014. La course est longue d'environ 135 kilomètres et se déroule en mai dans les provinces du Brabant flamand et de Flandre-Orientale.

## Parcours
La course passe traditionnellement par le mur de Grammont puis le Bosberg à mi-course avant de se conclure sur un circuit urbain.

## Palmarès
| Année | Vainqueur        | Deuxième            | Troisième                 |                  |
| ----- | ---------------- | ------------------- | ------------------------- | ---------------- |
| 2011  | Marianne Vos     | Marieke van Wanroij | Amy Pieters               |                  |
| 2012  | Liesbet De Vocht | Sharon Laws         | Elisa Longo Borghini      |                  |
| 2013  | Emma Johansson   | Maaike Polspoel     | Iris Slappendel           |                  |
| 2014  | Marianne Vos     | Emma Johansson      | Elisa Longo Borghini      |                  |
| 2015  | Gracie Elvin     | Ellen van Dijk      | Mayuko Hagiwara           |                  |
| 2016  | Gracie Elvin     | Lotte Kopecky       | Élise Delzenne            |                  |
| 2017  | Marianne Vos     | Ellen van Dijk      | Maria Giulia Confalonieri |                  |
| 2018  | Sarah Roy        | Gracie Elvin        | Elisa Balsamo             |                  |
| 2019  | annulé/abandonné | annulé/abandonné    | annulé/abandonné          | annulé/abandonné |